# 氯酰盐
在化学中，氯酰盐是由三原子阳离子ClO+
2构成的盐，和二氧化硫是等电子体。氯酰阳离子有着和亚氯酸根 (ClO−
2) 一样的结构，但电荷不同。氯酰离子中的氯处于+5氧化态（有别于亚氯酸根的+3）。这使得氯酰离子成为一种罕见的氯氧阳离子。氯酰化合物如FClO
2和[ClO2][RuF6]，都具有高反应活性，和水或有机物剧烈反应。